# AA-12
L'Auto Assault-12 (AA-12) (originariamente progettato e conosciuto come fucile d'assalto Atchisson) è un  fucile a canna liscia da combattimento progettato nel 1972 da Maxwell Atchisson.
Il design originale fu la base di diverse armi successive, compreso il fucile da combattimento USAS-12.

## Storia
Nel 1987, Max Atchisson ha venduto i diritti dell'AA-12 a Jerry Baber della Military Police Systems, Inc.. Questa società produsse una nuova versione, conosciuta semplicemente come Auto Assault-12, che fu ridisegnato in un periodo di 18 anni con 188 modifiche e miglioramenti al progetto originale. La MPS inoltre iniziò una stretta collaborazione con la Action Manufacturing Company e la Special Cartridge Company per combinare l'arma con il munizionamento esplosivo ad alto potenziale Frag-12 in un unico sistema d'arma.
La versione prodotta del 2005 è stata costruita circa 18 anni dopo che il brevetto fu acquistato.

## Caratteristiche
Il fucile è dotato di fuoco selettivo, potendo essere utilizzato in modalità semi-automatica o automatica con una cadenza di tiro pari a 300 colpi al minuto. Utilizza caricatori a scatola da 8 colpi o caricatori a tamburo da 20 o 32 colpi. Fu successivamente alleggerito a 4,76 kg ed accorciato a 966 mm ma conservò la stessa lunghezza della canna. Il modello CQB ha una canna da 330 mm (13 pollici), ed è più leggero di circa 225 g (mezza libbra) rispetto al modello normale. A differenza della maggior parte dei fucili a canna liscia, l'AA-12 funziona con il metodo ad otturatore aperto, il che permette un miglior raffreddamento della camera di scoppio un sistema utilizzato più comunemente con armi automatiche, che devono sostenere lunghi periodi di fuoco continuo. Utilizza caricatori da 8, 20 o 32 colpi, in alternativa all'originario caricatore da 5 colpi. Il fucile è predisposto per utilizzate tre tipi differenti di cartucce magnum (di lunghezza 76 mm - 3 pollici) del tipo calibro 12: buckshot (pallettoni da 6 a 15 mm), slug (proiettile singolo compatto, per una maggiore precisione), o Frag-12 (granata a frammentazione o per usi speciali). Grazie all'esteso uso di acciaio inossidabile e l'alta tolleranze delle parti alla sporcizia, la MPS ha indicato che l'arma richiede pochissima pulizia o lubrificazione. Il progettista indica che la pulizia dell'arma è richiesta dopo 10.000 colpi.

## Munizioni
L'AA-12 usa molti tipi diversi di cartuccia, come la 00 buck, la #4 da caccia, proiettili pieni calibro 12, o proiettili di gomma non letali antisommossa. Può anche sparare proiettili illuminanti o proiettili speciali Frag-12 stabilizzati con alette ad alto esplosivo (HE) o perforanti (HEAP) o proiettili shrapnel con sensore di prossimità (HEAB) che possono esplodere a mezz'aria.

## Utilizzo
Nel 2004, dieci unità funzionanti dell'AA-12 furono prodotti per gli usi del Corpo dei Marines degli Stati Uniti.
Il sistema difensivo Unmanned HAMMER prodotto dalla More Industries utilizza una coppia di AA-12 montata su una torretta H2X-40.
La Neural Robotics, inoltre, ha montato l'arma nel loro elicottero automatico (AutoCopter) denominato Unmanned aerial vehicle.